# Torpedo
Un torpedo moderno es un proyectil autopropulsado que se desplaza por debajo del agua estando diseñado para detonar en proximidad o en contacto con un objetivo. Se utilizó en la mayoría de los conflictos del siglo XX.

## Primeros torpedos
En el siglo XIX, se denominaba torpedo a cualquier artefacto explosivo marino, destinado a hundir un barco; eran cargas explosivas estáticas. Actualmente, éstas son las minas marinas y fueron muy utilizadas a partir de la guerra de Secesión. La aplicación de torpedos incentivó el desarrollo de un nuevo tipo de embarcación ligera para su uso, siendo conocida como lanchas torpederas.

### Torpedo de pértiga

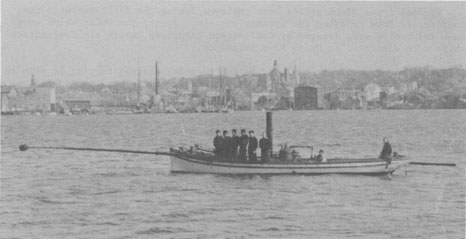
Lancha torpedera. Se puede apreciar la pértiga, con la carga explosiva en su extremo.

También llamado torpedo spar o torpedo de botalón, era un torpedo utilizado en embarcaciones de guerra, principalmente lanchas o botes como el Cástor y el Pólux de la Armada Española, aunque también se instaló en algunos buques, como en los monitores Clase Casco.

Consistía en una pértiga o botalón largo colocado en la proa de la embarcación, teniendo una carga explosiva (torpedo) en el extremo. Su uso consistía en golpear el buque enemigo con la pértiga y se detonaba el torpedo mediante electricidad, fuego o una espoleta de impacto. El primer uso exitoso del torpedo de pértiga fue el hundimiento del blindado CSS Albemarle durante la guerra de Secesión.
El peligro consistía en que la explosión podía ser tan fuerte que incluso podía hundir la propia embarcación portadora del torpedo.
Tuvo muy poca aplicación práctica, porque para hundir los buques enemigos se tenían que acercar mucho a estos y al ser descubiertos, el buque enemigo podría huir o evitarlo. Una aplicación exitosa fue el hundimiento del monitor turco Seyfi durante la Guerra Ruso-Turca (1877-1878). Este buque poco maniobrable y lento, no pudo evitar el ataque conjunto de las lanchas torpederas rusas.
El sistema más popular fue el torpedo de encendido eléctrico McEvoy.

### Torpedo Harvey
Eran conocidos también como torpedos de arrastre o remolque. El primer país que lo adoptó fue Rusia en 1869 y luego Inglaterra al año siguiente. En la década de 1870, surgió en el Reino Unido una clase de lanchas torpederas que llevaban una carga explosiva a remolque, siendo la más conocida el sistema Harvey. Las lanchas tenían un largo cable que remolcaba el torpedo, y construido de tal manera para desviarse, divergir del rumbo de la lancha que lo remolcaba al aproximarse al navío enemigo, la lancha torpedera viraba, alejándose, permitiendo así que el torpedo remolcado en forma asimétrica con respecto al curso seguido por la lancha, y con un cable de remolque un tanto largo, se estrellara contra el buque blanco. Nunca tuvo aplicación exitosa.
A partir de enero de 1880 empezó a ser retirado de las embarcaciones de guerra británicas.
Todos estos tipos de torpedos cayeron en desuso cuando se emplearon masivamente los torpedos móviles.

## Torpedos móviles
Los torpedos tal como los conocemos ahora, eran llamados torpedos móviles o fish, por su apariencia de pez, se comenzaron a utilizar en la década de 1860. En esa época se desarrollaron los siguientes:

### Torpedo Brennan
Fue inventado por Brennan, un científico de Melbourne. 
Tenía un largo de 6 m y un diámetro de medio metro. Se dirigía desde la embarcación de donde se había lanzado gracias a un cable. Tenía un alcance de 1800 metros. Su patente fue comprada por Reino Unido en 1882, porque era una versión británica del Torpedo Lay utilizado por Estados Unidos, pero nunca tuvo aplicación práctica por su difícil control de dirección en el agua.

### Torpedo Howell
Diseñado por el contraalmirante J. A. Howell, su desarrollo empezó en 1870 y fue completado en 1889. Fue el primer torpedo móvil exitoso de Estados Unidos, pues tenía un péndulo que guiaba el curso del torpedo para que tuviera buena dirección en la superficie.
Fue desechado cuando Estados Unidos adoptó el Torpedo Whitehead en 1898.

### Torpedo Lay

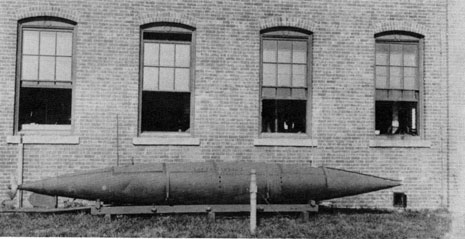
Torpedo dirigido Lay.

Inventado por el ingeniero militar estadounidense John Louis Lay, creador de varios torpedos durante la guerra de Secesión. Uno de sus diseños de torpedo de pértiga y cable detonador hundió el buque tipo ariete casamata confederado CSS Albermale, en 1864.
Tenía un largo de 7,6 m y un diámetro de 600 mm y era propulsado por dióxido de carbono presurizado y dirigido por dos cables eléctricos desde la embarcación o estación desde donde se lanzaba. Y con un alcance efectivo de 2000 m, velocidad de 11 km/h, carga de 45 kg de dinamita y 1270 kg de peso total. Fue adoptado por la marina de los Estados Unidos, renuente a comprar y utilizar los torpedos Whitehead, en 1872.
En 1879 durante la guerra del Pacífico, Perú compró al menos cinco torpedos Lay autopropulsados y varios sistemas de torpedos de pértiga. 
En la madrugada del 25 de agosto de 1879 en Antofagasta, el monitor peruano Huáscar, al mando de capitán Miguel Grau Seminario, entra sigilosamente al puerto y divisa detrás de buques neutrales a los buques chilenos Abtao, Magallanes, a una distancia de 300 m, el Huáscar lanzó un torpedo autopropulsado Lay guiado por cable contra la Abtao pero este invirtió su rumbo y para salvar al propio monitor que lo lanzó, un oficial saltó por la borda para desviarlo.
En 1880, apareció el llamado torpedo Lay Haight, una versión mejorada del anterior, con un alcance de 2300 m, en el que, para incrementar su velocidad a 8 nudos, se utilizó una mezcla de ácido carbónico y calcio.
Habiendo pasado la pruebas iniciales, los gobiernos de Estados Unidos y del Imperio Ruso, compraron sus derechos de fabricación. El mismo Lay monto una planta de fabricación en Rusia donde se reportó la fabricación de más de 10 grandes torpedos. Sin embargo, nunca tuvo aplicación exitosa y fue solo utilizado por Estados Unidos y por Perú durante la guerra del Pacífico.

### Torpedo Schwartzkopff
En 1873, la firma de L. Schwartzkopff, después conocida como Berliner Maschineubau A. G., empezó la fabricación de torpedos basados en el diseño del Torpedo Whitehead. Sus características fueron:
- Largo, 4,5 m; diámetro, 35 cm; velocidad, 43-45 km/h para 200 m, 40-42 km/h para 400 m; peso, 280 kg; presión de aire, 10'3 MPa; carga explosiva, 20 kg.

Schwartzkopff fue autorizada a vender a países aprobados por Alemania: Rusia, Japón y España. Su ventaja sobre los Torpedos Whitehead fue la resistencia a la corrosión, pues estaban hechos de latón.
Su primera aplicación exitosa fue cuando dos lanchas hundieron el acorazado rebelde brasileño Javary en 1893 durante el bombardeo de Río de Janeiro.

### Torpedo Whitehead
El torpedo Whitehead es el antecesor de los torpedos que conocemos actualmente.

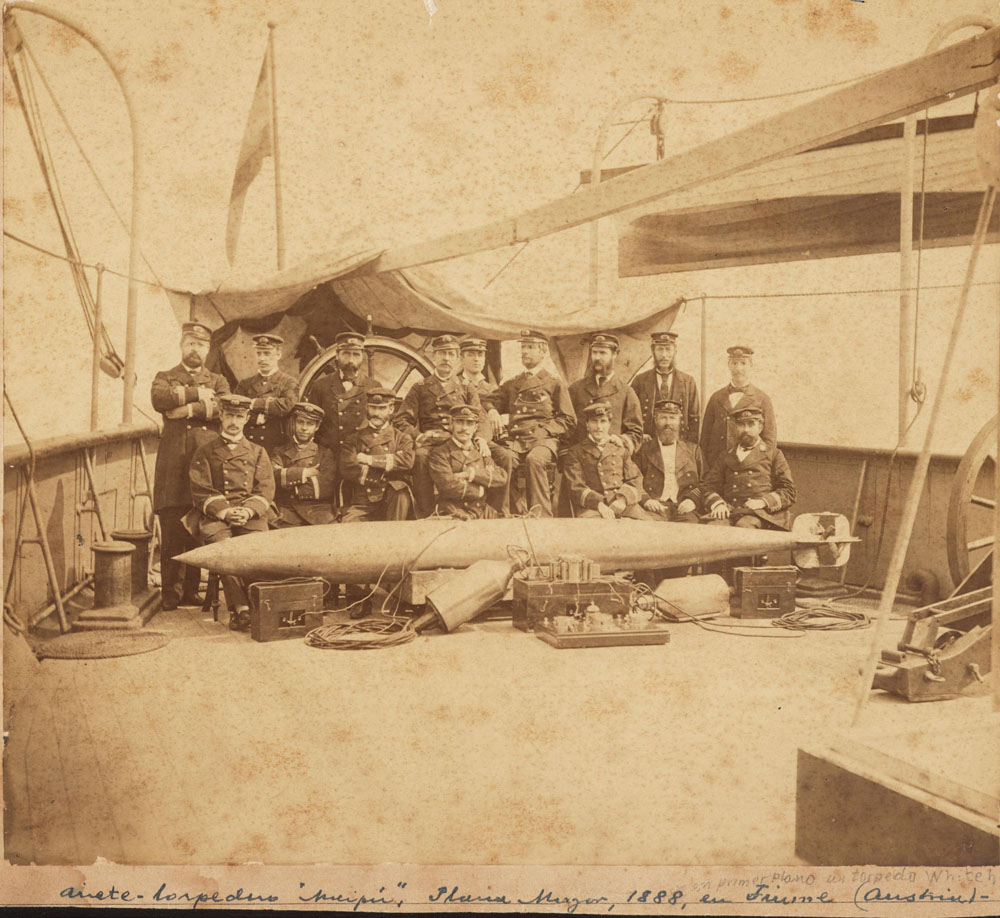
Marinos argentinos con un torpedo "Whitehead", en 1888.

A mediados del siglo XIX, un oficial austriaco concibió la idea de emplear una lancha, cargada con explosivos impulsados por vapor o presión de aire y dirigidos por cables contra buques enemigos.  Después de fallecer y antes de hacerse pública su invención, el anónimo trabajo llegó a manos del capitán Giovanni Luppis de la Armada Austrohúngara. Luppis había diseñado una lancha conducida mecánicamente y dirigida por cables. En 1864, Luppis le encargó el trabajo a Robert Whitehead, un ingeniero inglés que en aquel entonces era gerente del Stabilimento Técnico Fiumano, una fábrica en Fiume, Imperio austrohúngaro (hoy Rijeka, Croacia). Whitehead quedó impresionado por el potencial de tal arma y se determinó a diseñar y construir un torpedo, capaz de recorrer una razonable distancia debajo del agua.
En octubre de 1866 estuvo listo el primer modelo, cuya patente para construcción fue vendida a Austria en 1867. Este modelo, realizado en acero, tenía una velocidad de 11 a 22 km/h para una distancia de 183 m, impulsado por aire comprimido a una presión de 2400 kPa. Paralelamente, el inventor ruso I. F. Aleksandrovskiy había diseñado también un torpedo móvil impulsado por aire, pero Rusia prefirió el modelo Whitehead.
Whitehead siguió desarrollando su invento y ofreció dos modelos más en 1868:
- Largo, 11 pies 7 pulgadas; diámetro, 14 pulgadas; peso, 346 libras; carga explosiva, 40 libras.
- Largo, 14 pies; diámetro, 16 pulgadas; peso, 650 libras; carga explosiva, 60 libras.

En ambos, la velocidad era de 8-10 nudos y alcance de 200 yardas. El precio era de 150 libras esterlinas para el pequeño y de 250 libras esterlinas para el modelo grande.
Para 1877, Whitehead había desarrollado modelos con velocidades de 18 nudos para alcance de 830 yardas y de 22 nudos para un alcance de 200 yardas, con una presión de aire de 1100 psi.
El Reino Unido compró torpedos Whitehead en 1870 y al año siguiente compró los derechos de fabricación. Francia, Alemania, Italia y Rusia fueron los siguientes países que compraron estos torpedos, siendo Chile en 1877 y Argentina en 1878, los primeros en comprarlo en América. Whitehead ofreció al gobierno de Estados Unidos la venta de su patente en 1869 por 75 000 dólares y luego en 1873 por 40 000 dólares, rechazándolas en ambas ocasiones porque se confiaba más en los torpedos que desarrollaba dentro del país, aunque en 1892 se llegó a un acuerdo para fabricar cien torpedos Whitehead Mk 1 a un precio de 2000 dólares cada uno.
Whitehead confesó haber vendido 1500 torpedos para 1880 a los siguientes países: Reino Unido, 254; Rusia, 250; Francia, 218; Alemania, 203; Austria, 100; Dinamarca, 83; Grecia, 70; Italia, 70; Portugal, 50; Argentina, 40; Bélgica, 40; Chile, 26; Noruega, 26 y Suecia, 26.
El primer uso de este torpedo en combate fue en 1877 por parte de la Marina Real británica contra el monitor peruano Huáscar, durante el combate de Pacocha, que había sido capturado por rebeldes al gobierno peruano, siendo el primer buque en la historia en esquivar un torpedo autopropulsado. Al año siguiente, durante la guerra ruso-turca, dos lanchas torpedearon al vapor turco Intibakh, pero el primer ataque realizado con éxito a una unidad blindada de guerra fue durante la guerra civil chilena de 1891, cuando fue hundida en el puerto de Caldera la fragata blindada Blanco Encalada de las fuerzas congresistas, por el cazatorpedero Almirante Lynch que servía en el bando balmacedista. Curiosamente, el Huáscar, ya bajo pabellón chileno, estaba presente también en esa acción.

### Torpedo Tipo 93
Los torpedos más letales de la Segunda Guerra Mundial eran los Tipo 93 japoneses, con un diámetro de 610 mm, capaces de partir en dos un destructor de la época. Resultó ser uno de los más efectivos durante la guerra, tenía una carga de 450 kg de TNT y un alcance de unos 32 km además fue el más rápido de todos: podía llegar a 65 nudos a 2,5 m de profundidad. 
Al utilizar oxígeno puro en lugar de aire comprimido, se distinguía por no dejar un rastro de burbujas de gases no quemados, principalmente nitrógeno, en su trayectoria.

## Tubo de torpedo aéreo de defensa costera

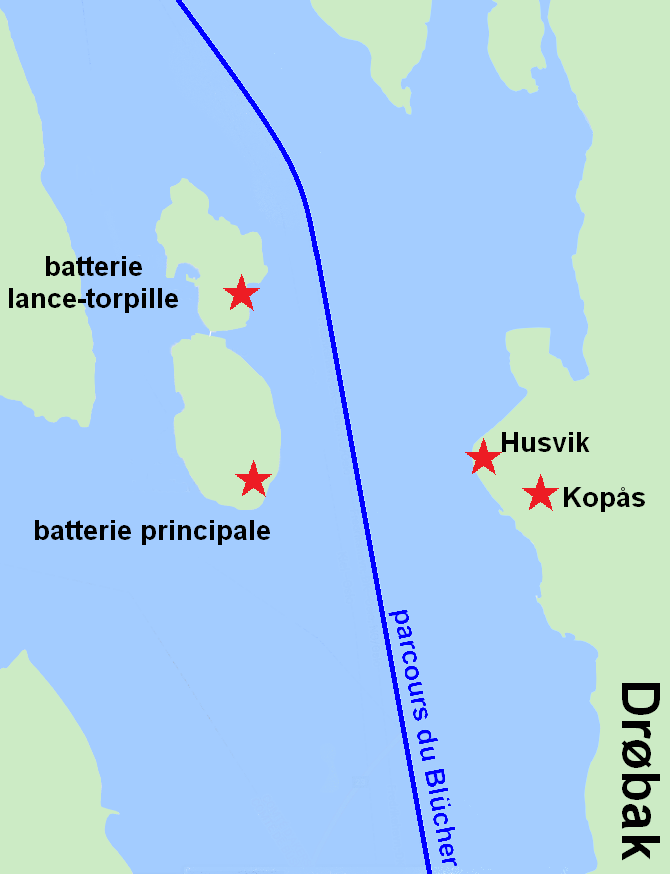
Posición de las cuatro baterías de artillería costera de la fortaleza de Oscarsborg en relación con el curso de Blücher (1939), durante la batalla del estrecho de Drøbak, incluida una batería de lanzador de torpedo aéreo

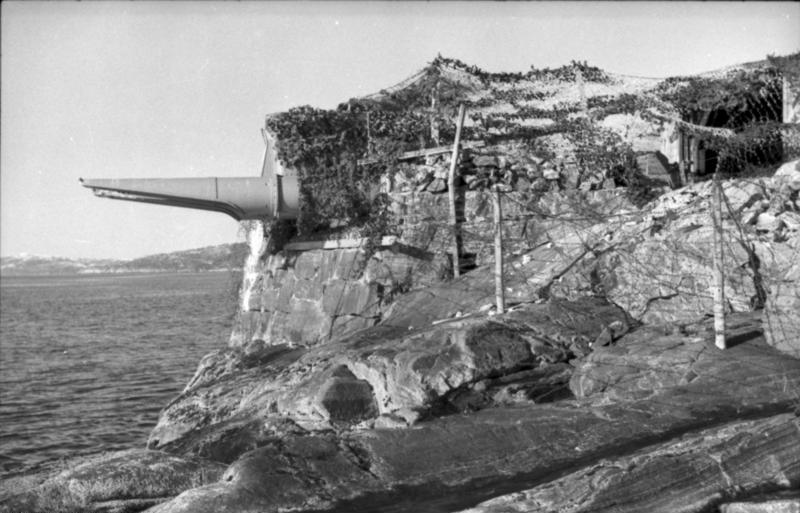
Batería de torpedos de defensa costera

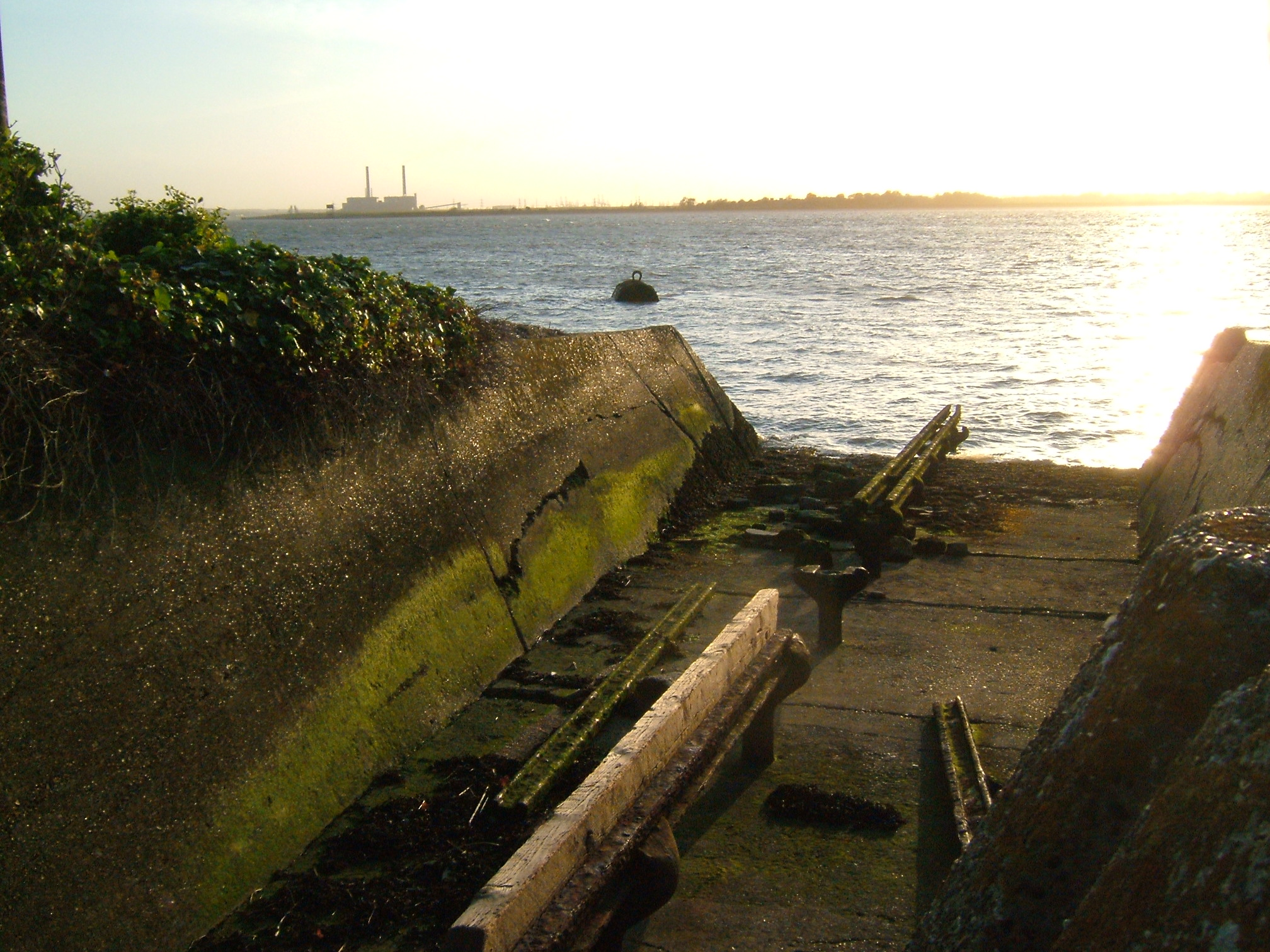
Plataforma de lanzamiento de torpedos de defensa costera de la ciudad de Londres

El tubo de lanzamiento de torpedo aéreo de defensa costera, estuvo en uso durante la Segunda Guerra Mundial, principalmente para defender los estrechos o ciertas islas. Entre sus logros, el episodio más conocido es el caso del barco alemán Blücher (1939) hundido el 9 de abril de 1940 durante la Batalla del estrecho de Drøbak en Noruega.
Su uso ahora está parcialmente obsoleto tras la generalización de los misiles antibuque, incluidos los de defensa costera. Sin embargo, su uso sigue siendo relevante en la defensa costera de islas o estrechos. En tecnología reciente, el fabricante de torpedos DM2A4 también ha desarrollado un lanzador de torpedos movil (en remolque) para ella, luego está equipada con un mástil / antena de guía porque normalmente es guiada por cable.

## Torpedos actuales
Un torpedo actual, como el Mark-48, contiene el equivalente a 550 kg de TNT. Este explosivo ve maximizado su efecto cuando el artefacto estalla bajo la quilla del objetivo, en lugar de golpearlo lateralmente. Cuando la detonación ocurre bajo la quilla, la onda de presión resultante eleva al navío, y puede romper su quilla en el proceso. Cuando el navío desciende nuevamente, recibe nuevos efectos destructivos cuando la explosión en sí misma atraviesa el área previamente dañada. El efecto destructor combinado suele partir por la mitad objetivos pequeños, y dañar severamente navíos de más desplazamiento. Como ejemplo, el destructor Torrens de la imagen desplazaba 2700 t.